# Irina Karavajeva
Irina Vladimirovna Karavajeva (Russisch: Ирина Владимировна Караваева) (Krasnodar, 18 mei 1975) is een Russisch gymnast die uitkomt in de gymnastiekdiscipline trampolinespringen.
Karavajeva won tijdens de Olympische Zomerspelen 2000 en de gouden medaille, dit waren de eerste spelen waar het trampolinespringen op het programma  stond.

## Resultaten

### Olympische Zomerspelen
| Jaar | Plaats | Resultaten             |
| ---- | ------ | ---------------------- |
| 2000 | Sydney | trampolinespringen     |
| 2004 | Athene | 15e trampolinespringen |
| 2008 | Peking | 5e trampolinespringen  |

### Wereldkampioenschappen
| Jaar | Plaats          | Resultaten                     |
| ---- | --------------- | ------------------------------ |
| 1994 | Porto           | individueel · team             |
| 1996 | Vancouver       | team · individueel             |
| 1999 | Sun City        | team · individueel · synchroon |
| 2001 | Odense          | individueel                    |
| 2003 | Hannover        | team                           |
| 2005 | Eindhoven       | synchroon · synchroon · team   |
| 2007 | Quebec          | individueel · synchroon · team |
| 2009 | Sint-Petersburg | team                           |
| 2010 | Metz            | synchroon                      |

2000: Irina Karavajeva ·
2004: Anna Dogonadze ·
2008: He Wenna · 
2012: Rosannagh MacLennan · 
2016: Rosannagh MacLennan · 
2020: Zhu Xueying · 
2024: Bryony Page
- Virtual International Authority File: 1019154381064730291813